# Grupa Interwencyjna Tietjen
Grupa Interwencyjna Tietjen (niem. Eingreifgruppe Tietjen) – związek taktyczny Wehrmachtu złożony z Niemców oraz białych emigrantów i b. jeńców wojennych z Armii Czerwonej podczas II wojny światowej.

## Zarys historyczny
Jednostka została utworzona 24 sierpnia 1941 r. w Korück 582 (9 Armia) na bazie 9 kompanii zmotoryzowanej 18 pułku piechoty 416 Dywizji Piechoty. Na jej czele stanął por. Georg Tietjen. Składała się początkowo z trzech kompanii. Do jej zadań należało zwalczanie partyzantki.
Początkowo miała ona czysto niemiecki skład. 20 września osiągnęła liczebność 3 oficerów oraz 55 podoficerów i żołnierzy. Od pocz. października do 15 listopada sformowano w jej składzie sześć kompanii (po 50 ludzi) i pluton artylerii. W ich skład weszło ok. 300 białych emigrantów i b. sowieckich jeńców wojennych. W lutym 1942 r. pod nazwą "Белый Крест" uczestniczyły one w ciężkich walkach pod Rżewem, które doprowadziły do zdobycia miasta przez Niemców. Na czele grupy bojowej stał emigrant rtm. Aleksandr P. Zaustinski. 1 marca 1942 r. kompanie zostały rozbudowane do liczby 150 żołnierzy. Dodano też baterię artylerii mającą 4 sowieckie działa polowe 76 mm. W czerwcu tego roku zwiększono liczbę kompanii do ośmiu. 12 września kompanie zgrupowano w trzy ochotnicze bataliony wartownicze, utworzono 582 Wschodnią Kompanię Zapasową i kolejną baterię artylerii. W tym czasie istniał już pododdział pancerny (Panzer-Zug 582). Jednostka liczyła 1073 żołnierzy, w tym 1010 białych emigrantów i b. sowieckich jeńców wojennych. Była wyposażona w 58 lekkich karabinów maszynowych i 22 ciężkie karabiny maszynowe, 20 lekkich i 18 średnich moździerzy, 7 działek przeciwpancernych 45 mm, 4 działa 76 mm i 4 działa 122 mm oraz kilka zdobycznych czołgów T-34. W poł. listopada 1942 r. Grupa Interwencyjna Tietjen została rozformowana, zaś jej bataliony stały się częścią Osttruppen jako 628 Wschodni Batalion, 629 Wschodni Batalion i 630 Wschodni Batalion, zaś bateria artylerii – 582 Wschodnia Bateria Artylerii. Sztab przemianowano na sztab 709 Wschodniego Pułku do Zadań Specjalnych pod dowództwem płk. Kurta Heysera.

## Skład organizacyjny
- dowództwo - por. Georg Tietjen
- 1 kompania - ppor. Paweł Gordinski
- 2 kompania - płk Władimir Werianowski
- 3 kompania - kpt. Wasilij Czerwiakow
- 4 kompania - rtm. Nikołaj Biełow
- 5 kompania - ppłk Emnich, a od 12 czerwca 1942 r. płk Michaił Markiewicz
- 6 kompania (bateria artylerii) - por. Georgij Treskin
- 7 kompania (rekrucko-zapasowa) - por. Wsiewołod Nazanow
- 8 kompania (broni ciężkich) - ppłk Emnich